# Lavis (Italie)
Pour les articles homonymes, voir Lavis (homonymie).
Lavis est une commune italienne d'environ 9 150 habitants (2021) située dans la province autonome de Trente dans la région du Trentin-Haut-Adige dans le nord-est de l'Italie.
Elle contient les frazioni de Pressano, Sorni et Nave San Felice.

## Histoire

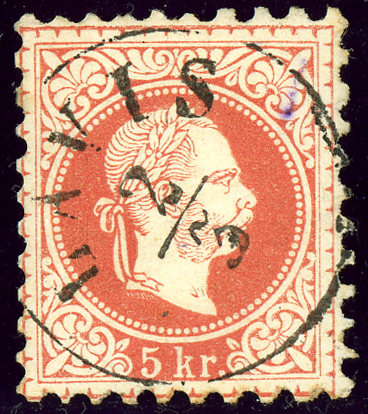
Timbre autrichien vers 1875.

Jusqu'en 1918, la ville de LAVIS fait partie de la monarchie autrichienne (empire d'Autriche), puis Autriche-Hongrie (Cisleithanie après le compromis de 1867), dans le district de TRIENT (Trente) dans la province du Tyrol.
La ville intégrera le royaume d'Italie après la Première Guerre mondiale.

## Administration
| Période                                  | Période | Identité | Étiquette | Qualité |
| ---------------------------------------- | ------- | -------- | --------- | ------- |
|                                          |         |          |           |         |
| Les données manquantes sont à compléter. |         |          |           |         |

### Hameaux
Pressano, Sorni, Nave San Felice

### Communes limitrophes
Les communes limitrophes sont  Giovo, San Michele all'Adige, Terre d'Adige, Trente et Vallelaghi.